# Tetraglenes hirticornis
Tetraglenes hirticornis es una especie de escarabajo de la familia Cerambycidae. Fue descrito científicamente por primera vez por el zoólogo danés Johan Christian Fabricius en 1798.